# Osvaldo Cavandoli

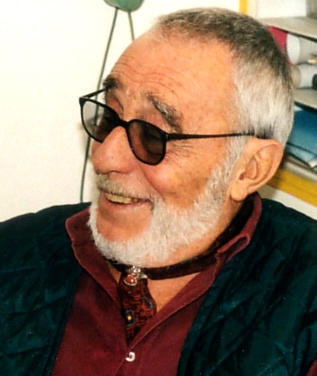
Osvaldo Cavandoli

Osvaldo Cavandoli (Maderno, 1 januari 1920 - Milaan, 3 maart 2007) was een Italiaanse cartoonist en animator. Hij werd wereldberoemd met zijn creatie La Linea.

## Vroege jaren
Cavandoli werd geboren in Maderno, maar verhuisde naar Milaan toen hij twee jaar oud was. Van 1936 tot 1940 werkte hij als technisch ontwerper voor Alfa Romeo. Toen hij in 1943 interesse in cartoons begon te ontwikkelen, ging hij samenwerken met Nino Pagot, waardoor hij onder meer meewerkte aan Lalla e il funghetto (Lalla en het paddenstoeltje) en I fratelli Dinamite (De gebroeders Dinamite). In 1950 sloot de studio Pagot en na zelf een productiehuis te hebben opgericht dat echter al snel failliet ging, werkte Cavandoli een tijdje freelance voor verschillende productiehuizen. In 1950 begon hij als onafhankelijk 'director' en producent.

## La Linea
Hij werd bekend met La Linea, een simpel getekende cartoon, die in 1969 voor het eerst verscheen, als verzet tegen de heersende tendens die het gebruik van grondig uitgewerkte personages met een overvloed aan details voorschreef. Later kwamen daar nog opvolgers bij.
Vanaf 1969 stelde Osvaldo Cavandoli het figuurtje, dat toen nog “Mister Linea” heette, voor als mascotte aan verschillende reclamebureaus, maar vond geen geïnteresseerden. Uiteindelijk ontmoette hij Emilio Lagostina, een producent van snelkookpannen die in het figuurtje een goudmijn zag voor zijn televisiereclames. Het figuurtje kreeg zijn karakteristieke brabbelstemmetje van Giancarlo Bonomi, de latere stem van Pingu. Het jazzmelodietje dat elke episode inleidt werd geschreven door Franco Godi.

## Herkenning
De filmpjes, die in korte tijd razend populair werden, werden in 1972 bewerkt tot cartoons die in verschillende Italiaanse kranten verschenen. La Linea won ook de eerste prijs op het animatiefilmfestival in Annecy, en een jaar later op dat van Zagabria.
In 1977 kende La Linea het hoogtepunt van zijn succes. De korte reclamespots die Cavandoli in de loop der jaren had gemaakt, herwerkte hij tot korte filmpjes zonder reclameboodschap. Die clips werden een groot succes in meer dan 40 landen, maar niet in Italië. Daar werd het personage La Linea zo sterk geassocieerd met de Lagostina-snelkookpannen, dat de RAI ook de niet-publicitaire filmpjes als sluikreclame beschouwde en weigerde ze uit te zenden. Pas in 1997 was het grappige mannetje weer op de Italiaanse televisie te zien.
Het gestileerde figuurtje waagde in 2001 zelfs de grote stap over de oceaan. Osvaldo Cavandoli maakte een reeks van 20 filmpjes voor de Universal Studios.
- Bibsys: 10103165
- Bibliothèque nationale de France: cb14085893m (data)
- Gemeinsame Normdatei: 13712774X
- International Standard Name Identifier: 0000 0001 1951 8692
- Nederlandse Thesaurus van Auteursnamen: 266587100
- Réseau des bibliothèques de Suisse occidentale: 02-A003085293
- Istituto Centrale per il Catalogo Unico: CFIV064602
- Système universitaire de documentation: 236821792
- Virtual International Authority File: 81361951